# アサフ・ホール

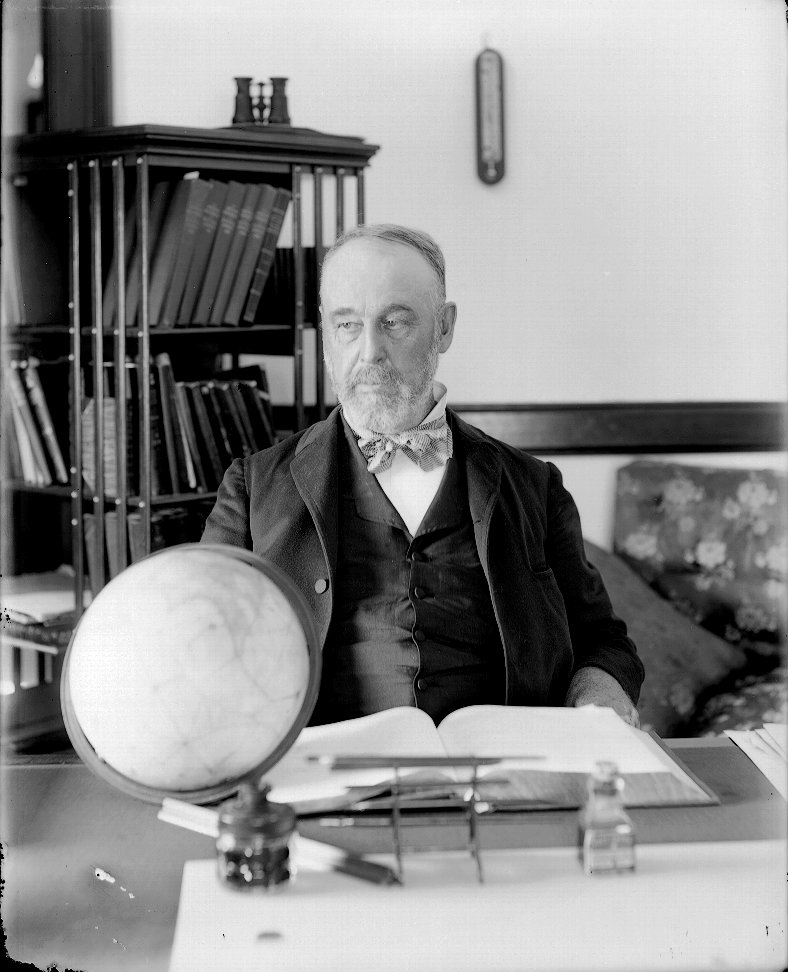
海軍天文台のアサフ・ホール

アサフ・ホール（Asaph Hall、1829年10月15日 - 1907年11月22日）は、アメリカ合衆国の天文学者。火星の2つの衛星ダイモスとフォボスを発見したことなどで知られる。

## 生涯
コネチカット州ゴーシェンに生まれた。16歳で大工の徒弟になった後、ニューヨーク、マックグロービルのセントラル・カレッジに入学した。1856年にアンジェリーン・スティックニーと結婚した。彼女は、火星の衛星発見時にホールを激励したという逸話で知られている。
1856年にハーバード大学天文台で職を得ると、軌道計算の専門家になった。1862年にアメリカ海軍天文台の観測助手になり、その年のうちに教授となった。
1875年当時としては世界最大の66-cm反射望遠鏡の責任者となり、1877年に火星の衛星の発見、土星の自転周期の見積もり、土星の衛星ヒペリオンなどの惑星の衛星の軌道の計算などの業績をあげた。その他に プレアデス星団の星の視差や位置の研究を行った。
月のホールクレーターとフォボスの同名のクレーター、小惑星(2023)アサフと(3299)ホールに命名されている。また、フォボス最大のクレーター(直径10km)は妻の旧姓を取りスティックニー・クレーターと命名されている。

## 賞
- 王立天文学会ゴールドメダル（1879年）